# Français de Saint-Barthélemy
Le français de Saint-Barthélemy,  ou patois Saint-Barth est le dialecte du français parlé dans les Caraïbes, sur l'île française de Saint-Barthélemy et par un petit nombre d'émigrants de Saint-Thomas dans les Îles Vierges américaines.

## Saint-Barthélemy
Le dialecte co-existe sur Saint-Barthélemy aux côtés du créole antillais et du français standard. Actuellement, la langue est parlée par 500–700 personnes (principalement des personnes âgées).

## Saint-Thomas
Une petite population de pêcheurs de Saint-Barth s'est installé à Saint-Thomas (à plus de 200 km) au XIXe siècle. L'enclave[Quoi ?] de moins de 1 000 habitants, a conservé sa langue, malgré une forte pression de la communauté environnante. Cependant, au cours des dernières années, l'émigration vers les États-Unis a augmenté le taux d'attrition à l'anglais.